# 竹の子すくすく
「竹の子すくすく」（たけのこすくすく）は、1977年12月1日から1978年4月20日までテレビ朝日系列において「ナショナルゴールデン劇場」枠で放映されていたテレビドラマ。全21話。

## 概要
同じナショナルゴールデン劇場の『だいこんの花』に始まる、『野菜シリーズ』第10弾。竹の子のようにすくすく育った姉弟が突然主人公らのいる町に現れ、やがて波乱を起こすといった物語。
東京・浅草の紺屋（染物屋）「及川屋」の主人・及川完治は5年前、川崎市に出掛けた時に偶然交通事故を目撃、それ以来その事故で遺児となった唐島サチ子・雄太の姉弟に、自らは「竹林茂」を名乗って、川崎市福祉事務所の矢崎市子を通して毎月3万円ずつ、妻には内緒で援助を続けていた。姉弟は完治が「竹村のおじさん」だとは知らなかった。そんな姉弟はある時、完治のいる浅草に竹の子のように突然ひょっこり現れる。そして、サチ子が間もなく18歳になって児童福祉法の適用を外れることを思い、完治の身近に置いて二人を見守って欲しいと考えて、アパート「あけぼの荘」で完治の甥・高須鉄太郎の住む部屋の隣に姉弟を引っ越させた。
本作は鶴見辰吾のデビュー作。オーディションで2,582人の応募者の中から選ばれた。

## スタッフ
- 原案：柴英三郎[4]
- 脚本：柴英三郎、田上雄
- プロデューサー：木村幹[4]
- 演出：大井素宏、鈴木宏男
- 音楽：いずみたく[4]

## 出演
- 唐島サチ子〈18〉：片平なぎさ
独立心が強く行動力旺盛で、精一杯突っ張っているが、明るい茶目っ気さもある[4]。後に雪子がマダムを務めるバー「ゴロン」でも働く。
- 高須鉄太郎〈21〉：山本伸吾
- 唐島雄太〈14〉：鶴見辰吾
サチ子の弟。親が居ない寂しさからか、暴れ出すと手に負えなくなるところがある[4]。
- 及川保〈24〉：夏夕介
完治の息子。スポーツのことと大飯食い以外には特に興味を持たない[4]。

- 百武美々子〈22〉：吉沢京子
松造の長女。藍染の袢纏が良く似合うと言われているが、無口さと酒の強さは父親譲り[4]。
- 百武奈美子〈16〉（松造の次女）：大場久美子
- ハルミ（及川屋の得意先の令嬢）：沢田亜矢子

- 中原雪子〈35〉（バー「ゴロン」のマダム）：朝丘雪路
- 矢崎市子〈32〉(児童福祉士）：水野久美

- 馬場ツネ〈38〉（耕吉の妻）：大山のぶ代
- 人見寅夫〈26〉（トラさん、紺屋職人）：パンチョ加賀美
- 有馬六郎〈30〉（ロクさん、紺屋職人）：鈴木ヒロミツ

- 持田キナ子〈20〉：木ノ葉のこ
- 阿部マリヤ〈20〉：あかは由紀
- 広美：池上季実子 ※第15話に登場
- トキ子：佐藤富美子 ※第16話に登場

- 浅井（担当医）：鷹西政博
- 初枝：木暮実千代
- 加納徳三（完治の兄弟子）：藤岡琢也

- 馬場耕吉〈50〉（床屋）：荒井注
- 百武松造〈55〉：佐野浅夫
長屋の主人。無口で地味で、完治曰く「藍瓶に長く漬け込んで引き上げた布のような人物」[4]。

- 及川加代〈50〉：藤間紫
完治の妻。気っ風が良くて情けが厚く世話好き。しかしどんな些細なことでも相談が無いとむっとするところあり[4]。

- 及川完治〈49〉：船越英二
及川屋の主人。いい人ではあるが、相当な頑固でカッともなりやすい。そして感情が豊かで、色々物事に感じやすい多情多感[4]。

## 放映リスト
| 話数 | 放送日         | サブタイトル           | 脚本      | 演出     |
| ---- | -------------- | ---------------------- | --------- | -------- |
| 1    | 1977年12月1日  | 藍染のアイは愛の色     | 柴 英三郎 | 大井素宏 |
| 2    | 1977年12月8日  | 神様のおつり           | 柴 英三郎 | 大井素宏 |
| 3    | 1977年12月15日 | 背伸びはびくびく       | 柴 英三郎 | 大井素宏 |
| 4    | 1977年12月22日 | 足の長さ計ります       | 柴 英三郎 | 大井素宏 |
| 5    | 1977年12月29日 | 匿名紅白歌合戦         | 柴 英三郎 | 大井素宏 |
| 6    | 1978年1月5日   | 初しごと初すべり       | 柴 英三郎 | 大井素宏 |
| 7    | 1978年1月12日  | おじ様はブーツが嫌い   | 柴 英三郎 | 大井素宏 |
| 8    | 1978年1月19日  | 突然ニョッキリ         | 柴 英三郎 | 鈴木宏男 |
| 9    | 1978年1月26日  | 私が竹林茂です         | 柴 英三郎 | 大井素宏 |
| 10   | 1978年2月2日   | 早春のまちがい         | 柴 英三郎 | 大井素宏 |
| 11   | 1978年2月9日   | 竹にスズメ             | 柴 英三郎 | 大井素宏 |
| 12   | 1978年2月16日  | お金で買えるか嫁さんは | 柴 英三郎 | 鈴木宏男 |
| 13   | 1978年2月23日  | 秘密発覚               | 柴 英三郎 | 大井素宏 |
| 14   | 1978年3月2日   | UFO                    | 田上雄    | 鈴木宏男 |
| 15   | 1978年3月9日   | 隠し子スキャンダル     | 田上雄    | 大井素宏 |
| 16   | 1978年3月16日  | 春のめざめ             | 柴 英三郎 | 大井素宏 |
| 17   | 1978年3月23日  | 私の将来真っ暗闇よ     | 田上雄    | 大井素宏 |
| 18   | 1978年3月30日  | パックとマラソン       | 柴 英三郎 | 大井素宏 |
| 19   | 1978年4月6日   | 父と娘                 | 田上雄    | 大井素宏 |
| 20   | 1978年4月13日  | 加害者見つかる         | 田上雄    | 大井素宏 |
| 21   | 1978年4月20日  | 愛は隣りに住んでいた   | 柴 英三郎 | 大井素宏 |